# سفر به درون شب
سفر به درونِ شب (آلمانی: Der Gang in die Nacht) یک فیلم صامت آلمانی در سبک درام به کارگردانی فریدریش ویلهلم مورنائو است که در سال ۱۹۲۱ منتشر شد. از بازیگران آن می‌توان به کنراد وایت اشاره کرد.